# 澳門巴士73路線
澳門巴士73路線是由澳巴經營，往返澳門大學和黑沙環衛生中心的巴士路線。

## 簡介及歷史

### MT3U路線
- 2013年10月26日，本線開設，由澳巴營運，服務時間為06:30-00:06，班距12-20分鐘。[1]

- 2014年6月25日起，總站由「大學南」調整至「澳大橫琴總站」；新增停靠「澳大／行政樓」、「大學北」、「大學大馬路」、「澳大／研究生宿舍」、「澳大／大學會堂」及「澳大／綜合體育館」站。[2]

### 73路線
- 2015年10月6日起，更改路線編號為73，調整本線尖峰時段班距8-10分鐘，離峰時段班距12分鐘。[3]

- 2016年8月20日起，新增停靠「西灣大橋／海洋大馬路」、「海洋花園／玫瑰苑」站。[4]

- 2017年6月1日起，本線部分班次改用天然氣巴士行駛。[5]由於有關車輛之重量超出嘉樂庇大橋之上限，本線改經西灣大橋。新增停靠「旅遊塔／行車隧道」、「澳門旅遊塔」站；取消停靠「西灣大橋／海洋大馬路」、「海洋花園／玫瑰苑」站。同日起實施暑假班距，下調班次至8-18分鐘。

- 2017年8月14日起，恢復班次8-15分鐘。

- 2018年2月3日起，應澳大前校長趙偉提議經停沿線站點能讓同學能在午餐時段能更便利外出享用午餐，[6]新增停靠「蓮花海濱大馬路／百老匯」、「皇庭海景酒店」、「蓮花海濱大馬路／銀河-1」、「蓮花海濱大馬路／銀河-2」站。[7]

- 2018年7月21日起，「君悅灣」站改名為「海上居」。[8]

- 2018年8月22日起，因兩巴合併並透過調配車輛調整本線的部份行程，恢復行駛嘉樂庇大橋，不再途經澳門旅遊塔及西灣大橋。恢復停靠「海洋花園／玫瑰苑」、「西灣大橋／海洋大馬路」站，取消停靠「澳門旅遊塔」、「旅遊塔／行車隧道」站。另外，調整離峰及例假日時段之班次至12-15分鐘。

- 2018年12月13日10:00至2019年2月5日，禁止車輛由馬場東大馬路左轉入勞動節大馬路，本線改道行駛，暫不停靠「勞動節大馬路」站，改停靠「東北大馬路／海濱」站。

- 2019年2月4日起，新增停靠「東亞運馬路／羅斯福」站。

- 2020年1月29日起，配合COVID-19防控工作，在10:00-17:00期間之班距調整至30分鐘，21:00至尾班車之班距調整至60分鐘，其餘時段班距不變。[9]

- 2020年2月5日至16日，改於08:00-11:00、17:00-20:00駛入澳門大學校區，班距30分鐘，其餘時間以“澳大河隧／高爾夫俱樂部”（落客站）及“澳大河隧／西堤馬路”（上客站）為終點站，班距改為30-60分鐘，尾班車提早在22:30開出。[10]

- 2020年2月17日起，恢復全日進入澳門大學校區，首班車至11:00、17:00-21:00的班距為30分鐘；11:00-17:00、21:00至尾班車的班距為60分鐘。[11]

- 2020年3月2日起，首班車至11:00、17:00-21:00恢復正常班距；11:00-17:00、21:00至尾班車之班距為30分鐘。[12]

- 2020年10月至12月期間，受「亞馬喇前地」站改造工程影響，除大賽車日子（11月20至22日）外，臨時停靠「葡京酒店」站。

- 2020年11月27日起，於繁忙時段開設特班車路線。[13]

- 2021年1月1日起，為配合新巴士合同，本線更新目的地資訊，由「黑沙環」更名為「黑沙環衛生中心」。

- 2022年2月17日至2023年6月9日，因應進行澳門大學新校區連接橫琴口岸通道橋工程動工，澳門大學總站暫停使用。臨時上客站為“澳大／行政樓”，臨時落客站為“澳大／綜合體育館”。[14]

- 2022年7月11日至17日，本線改以特別巴士專線方式營運，僅供特許人士乘搭。[15][16]

- 2022年7月18日至22日，因宣佈延長“相對靜止管理”措施，本線維持上述措施。[17]

- 2022年7月23日起，因“相對靜止管理”結束，本線恢復營運。[18]

- 2023年1月21日至27日，本線春節期間之班次臨時調整至12-18分鐘。[19]

- 2024年4月7日起，為配合73S路線停駛，本線增加班次。[20]

- 2024年7月15日起，為提升本線疏導能力，於平日（公眾假期除外）試行新增由黑沙環開出的加班車，開出時間如下：
  - 「海上居」站：06:30、06:45
  - 「馬場東大馬路／黑沙環衛生中心」站：07:15、07:55、08:30

## 本線特色
- 本線為澳巴首條由旅遊塔車埸及北安車廠共同派車的路線。

## 使用車輛
2018年8月22日前：
- 五洲龍FDG6101CNG
- 宇通ZK6118HGE
- 宇通ZK6115HG1（特見）

2018年8月22日起：
- 宇通ZK6115HG1
- 廈門金旅XML6105J15

2022年8月1日起：
- 宇通ZK6115HG1
- 廈門金旅XML6105J15
- 宇通ZK6105HG

2022年8月18日起：
- 宇通ZK6115HG1
- 廈門金旅XML6105J15

2022年8月25日起：
- 宇通ZK6115HG1
- 廈門金旅XML6105J15
- 宇通ZK6105HG

2023年4月29日起：
- 宇通ZK6115HG1
- 宇通ZK6105HG

2023年5月3日起：
- 宇通ZK6115HG1
- 宇通ZK6105HG
- 廈門金旅XML6105J15

2023年6月13日起：
- 宇通ZK6115HG1
- 宇通ZK6105HG

2024年7月8日起：
- 中通LCK6980SHEVG

### 特別派車
- 2024年8月29日至12月15日，不定時派出三菱Rosa行駛本線作加班車。

## 電牌
| 往澳門方向      | 往澳門方向     | 往澳門方向 |
| 日期            | 頭牌           | 圖例       |
| --------------- | -------------- | ---------- |
| 2021年1月1日前  | 黑沙環         |            |
| 2021年1月1日起  | 黑沙環衛生中心 |            |
| 往澳門大學方向  |                |            |
| 日期            | 頭牌           | 圖例       |
| 2015年3月14日前 | 澳大橫琴       |            |
| 2015年3月14日起 | 澳門大學       |            |

## 路線資料

### 收費
| 收費類別     | 收費類別                      | 收費類別             | 費用 |
| ------------ | ----------------------------- | -------------------- | ---- |
| 現金         | 現金                          | 現金                 | $6.0 |
| 境外支付工具 | 支付寶（內地及香港）          | 支付寶（內地及香港） | $6.0 |
| 境外支付工具 | 雲閃付 非綁定澳門銀聯卡       |                      | $6.0 |
| 境外支付工具 | 微信支付（內地及香港）        |                      | $6.0 |
| 境外支付工具 | 交通聯合 非澳門發行的全國通卡 |                      | $6.0 |
| 境內支付工具 | 澳門通                        | 全民卡               | $3.0 |
| 境內支付工具 | 澳門通                        | 學生卡               | $1.5 |
| 境內支付工具 | 澳門通                        | 長者卡               | 免費 |
| 境內支付工具 | 澳門通                        | 殘疾卡               | 免費 |
| 境內支付工具 | 聚易用＋                      | 聚易用＋             | $3.0 |

### 服務時間及班距
| 服務時間                     | 服務時間     | 星期一至六  | 星期日 （含公眾假期） |
| ---------------------------- | ------------ | ----------- | --------------------- |
| 澳門大學總站                 | 澳門大學總站 | 06:30-00:10 | 06:30-00:10           |
| 班距                         | 尖峰         | 6-9分鐘     | 12-18分鐘             |
| 班距                         | 離峰         | 12-18分鐘   | 12-18分鐘             |
| 懸掛八號風球後即時開出尾班車 |              |             |                       |

### 路線停站
| 73   | 澳門大學 ↺ 黑沙環衛生中心 | 澳門大學 ↺ 黑沙環衛生中心    |
| 序號 | 循環線                    | 循環線                       |
| 序號 | 站號                      | 站名                         |
| 1    | T550/4                    | 澳門大學總站                 |
| 2    | T556                      | 澳大／行政樓                 |
| 3    | T557                      | 大學北                       |
| 4    | T558                      | 大學大馬路                   |
| 5    | T551/1                    | 澳大／研究生宿舍             |
| 6    | T425                      | 海濱圓形地／西堤馬路         |
| 7    | T423                      | 蓮花海濱大馬路／百老匯       |
| 8    | T421                      | 皇庭海景酒店                 |
| 9    | T431                      | 西灣大橋／海洋大馬路         |
| 10   | M172/16                   | 亞馬喇前地                   |
| 11   | M247                      | 海上居                       |
| 12   | M231                      | 馬場東大馬路／黑沙環衛生中心 |
| 13   | M219/1                    | 勞動節大馬路                 |
| 14   | M50                       | 勞動節大馬路／廣華           |
| 15   | M172/7                    | 亞馬喇前地                   |
| 16   | T430                      | 海洋花園／玫瑰苑             |
| 17   | T328                      | 東亞運馬路／羅斯福           |
| 18   | T420                      | 蓮花海濱大馬路／銀河-1       |
| 19   | T422                      | 蓮花海濱大馬路／銀河-2       |
| 20   | T424                      | 海濱圓形地／生態保護區       |
| 21   | T559                      | 大學南                       |
| 22   | T552                      | 澳大／中央教學樓             |
| 23   | T553                      | 澳大／大學展館               |
| 24   | T554                      | 澳大／大學會堂               |
| 25   | T555/2                    | 澳大／綜合體育館             |
| 26   | T550/4                    | 澳門大學總站                 |

### 賽車期間路線停站
| 73   | 澳門大學 ↺ 黑沙環衛生中心 | 澳門大學 ↺ 黑沙環衛生中心    |
| 序號 | 循環線                    | 循環線                       |
| 序號 | 站號                      | 站名                         |
| 1    | T550                      | 澳門大學總站                 |
| 2    | T556                      | 澳大／行政樓                 |
| 3    | T557                      | 大學北                       |
| 4    | T558                      | 大學大馬路                   |
| 5    | T551                      | 澳大／研究生宿舍             |
| 6    | T425                      | 海濱圓形地／西堤馬路         |
| 7    | T423                      | 蓮花海濱大馬路／百老匯       |
| 8    | T421                      | 皇庭海景酒店                 |
| 9    | T364                      | 望德聖母灣馬路／軍營         |
| 10   | T408                      | 湖畔大廈                     |
| 11   | M247                      | 海上居                       |
| 12   | M231                      | 馬場東大馬路／黑沙環衛生中心 |
| 13   | M219                      | 勞動節大馬路                 |
| 14   | M235                      | 東北大馬路／保利達           |
| 15   | T358                      | 偉龍／科大醫院               |
| 16   | T365                      | 排角／銀河                   |
| 17   | T420                      | 蓮花海濱大馬路／銀河-1       |
| 18   | T422                      | 蓮花海濱大馬路／銀河-2       |
| 19   | T424                      | 海濱圓形地／生態保護區       |
| 20   | T559                      | 大學南                       |
| 21   | T552                      | 澳大／中央教學樓             |
| 22   | T553                      | 澳大／大學展館               |
| 23   | T554                      | 澳大／大學會堂               |
| 24   | T555                      | 澳大／綜合體育館             |
| 25   | T550                      | 澳門大學總站                 |

- 粗體字為大賽車期間臨時停靠站點

## 本線分流路線
- 澳門巴士73S路線（暫停營運）
- 澳門巴士73X路線（已取消）

## 軼事
- 2014年8月11日，71路線開辦，交通事務局表示根據澳門大學提供師生的出行調查顯示，澳門半島的客流以北區為主，待71路線運作暢順後，考慮將本線調整改經友誼大橋往返澳門半島和氹仔，但最終未有正式成事，只於賽車期間改行友誼大橋往返澳氹。[21][22]

## 爭議
- 自73S路線停駛後，澳巴安排加密班次。但根據交通事務局與兩間巴士公司簽署的合同中要求在2024年8月1日或之前，除小巴及中巴外，全部營運車輛應使用環保能源，導致所有新能源大巴由於重量超過15噸而無法行經嘉樂庇總督大橋，導致本線和其他行駛相關大橋之路線的車型“縮水”（即由大巴轉為中巴）。[23]

- 有乘客在2024年7月11日表示需要每日早上繁忙時段乘坐本線出行，然而自2024年7月初，本線由大巴改為中巴後，巴士載客量大幅減少，導致事主每日08:00到達「黑沙環衛生中心」站時，到站的巴士均滿客，事主往往需等候逾3部或以上班次才成功上車，因事主需前往澳大，故對其及其他乘客出行構成影響，故強烈要求巴士公司恢復使用大巴，或增加班次以改善問題，滿足乘客出行需求。

- 澳巴在個案跟進中表示由2024年7月15日起，試行增加本線由黑沙環開出的晨早加班車。另外，根據政府要求，由8月起不能使用現有大巴通行舊大橋，故澳巴需轉換相關路線車型，雖然車型上較原使用的大巴載客量減少6人，但同一時間，澳巴已額外增加班次補充，並將持續監察乘客數據。[24]

- 北區社區服務諮詢委員會委員陳家賢於2024年8月的恆常會議前發言表示，收到市民反映因本線車型更改，導致載客量減少，在早晚高峰時段因車輛滿載而無法上車乘坐，其中包括建議視乎情況加開尖峰時段快線，如研究恢復73S路線或另外開設新路線作分流。[25]最終有關部門於2024年8月26日起開設2AS路線，於早上尖峰時段期間營運，往返黑沙環衛生中心及葡京酒店。[26]

## 圖片集

### MT3U路線時期

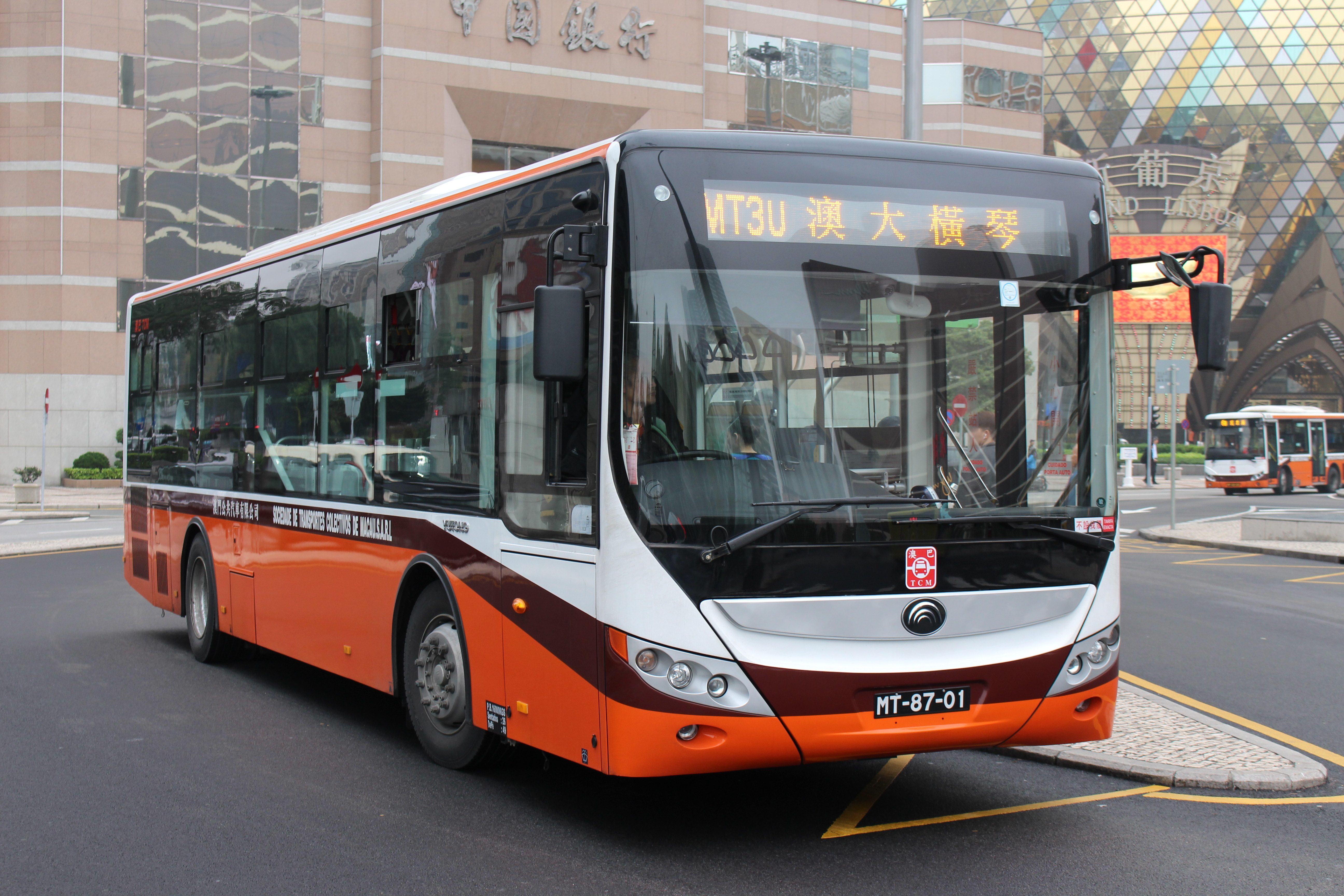
宇通ZK6118HGE
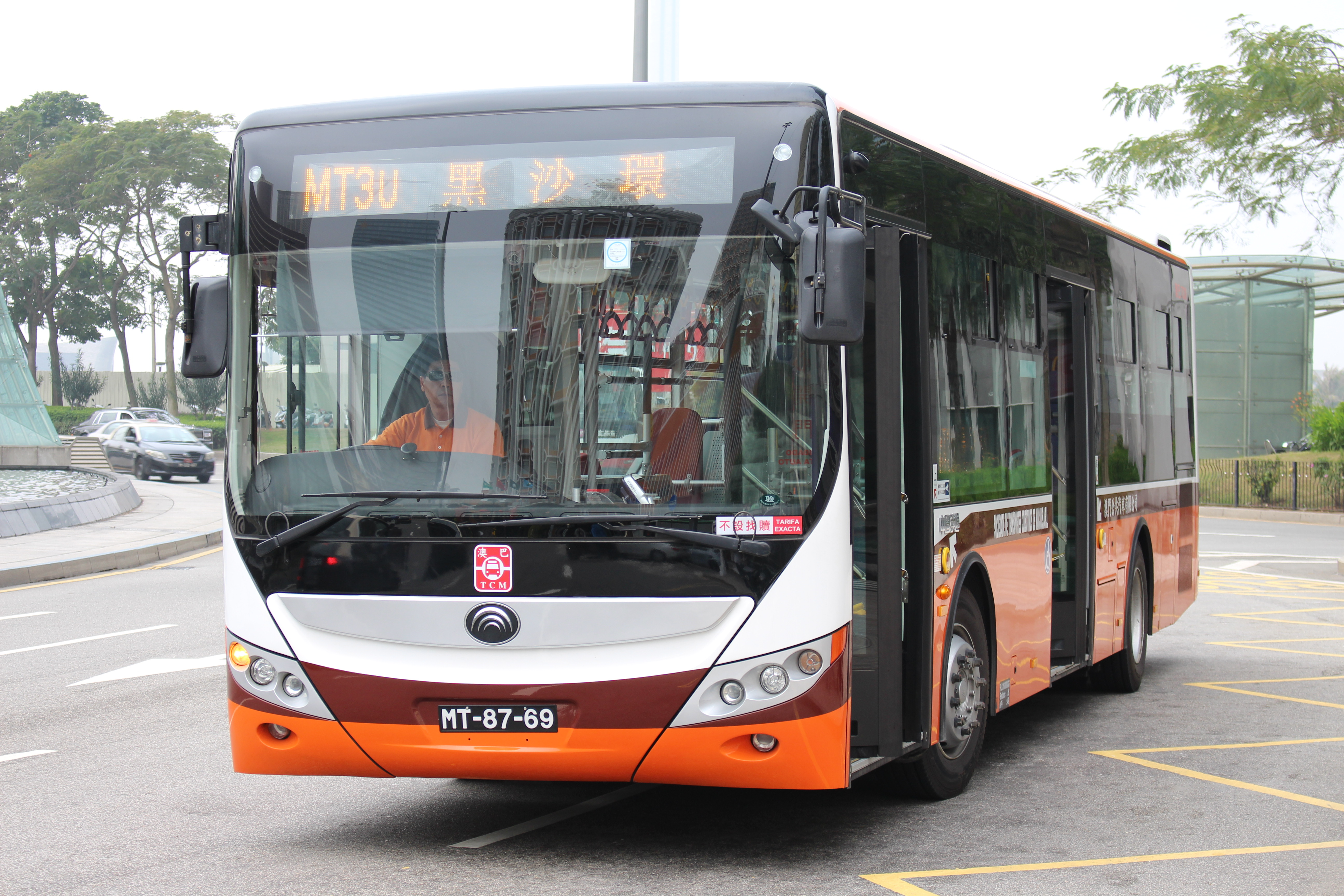
宇通ZK6118HGE
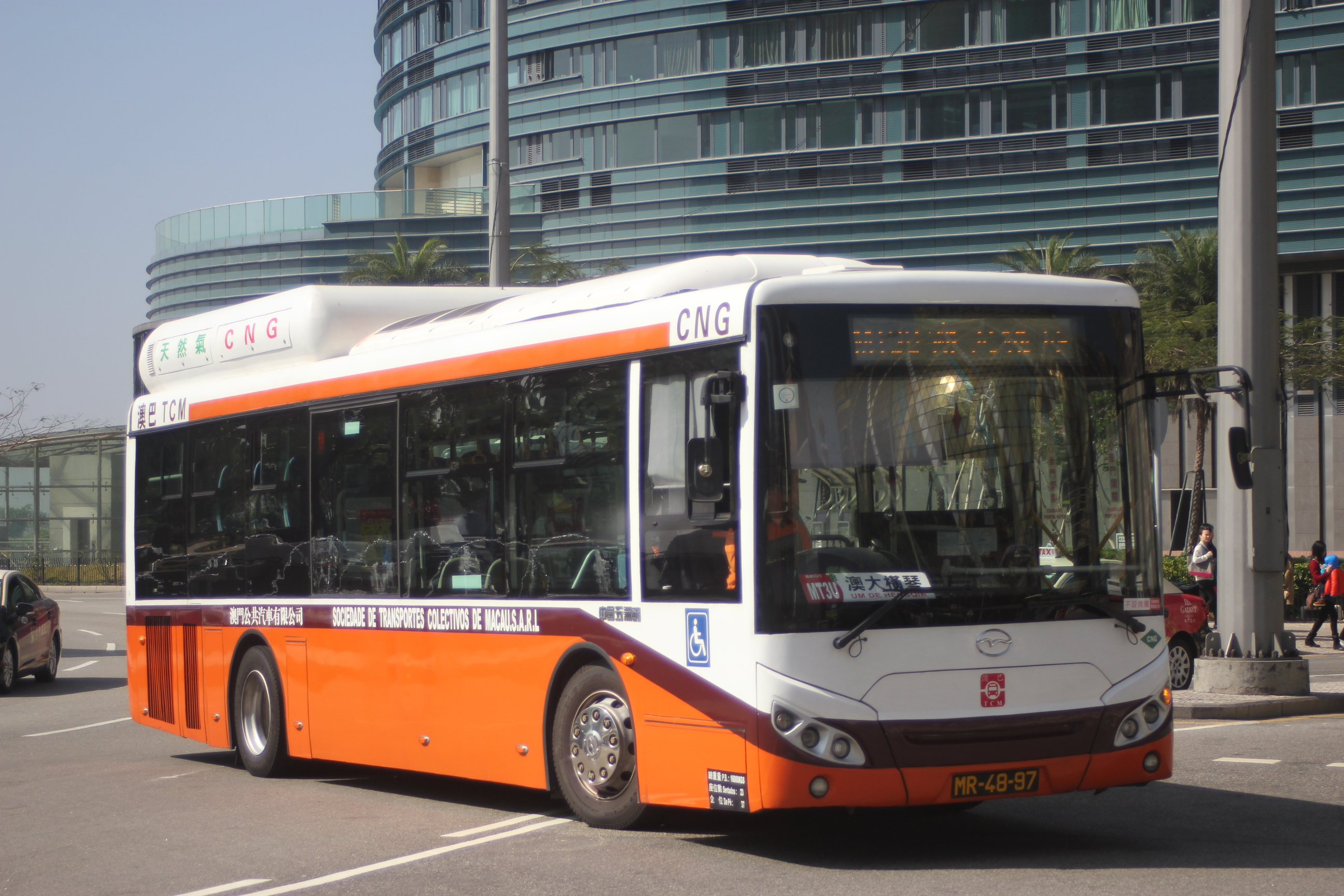
五洲龍FDG6101CNG
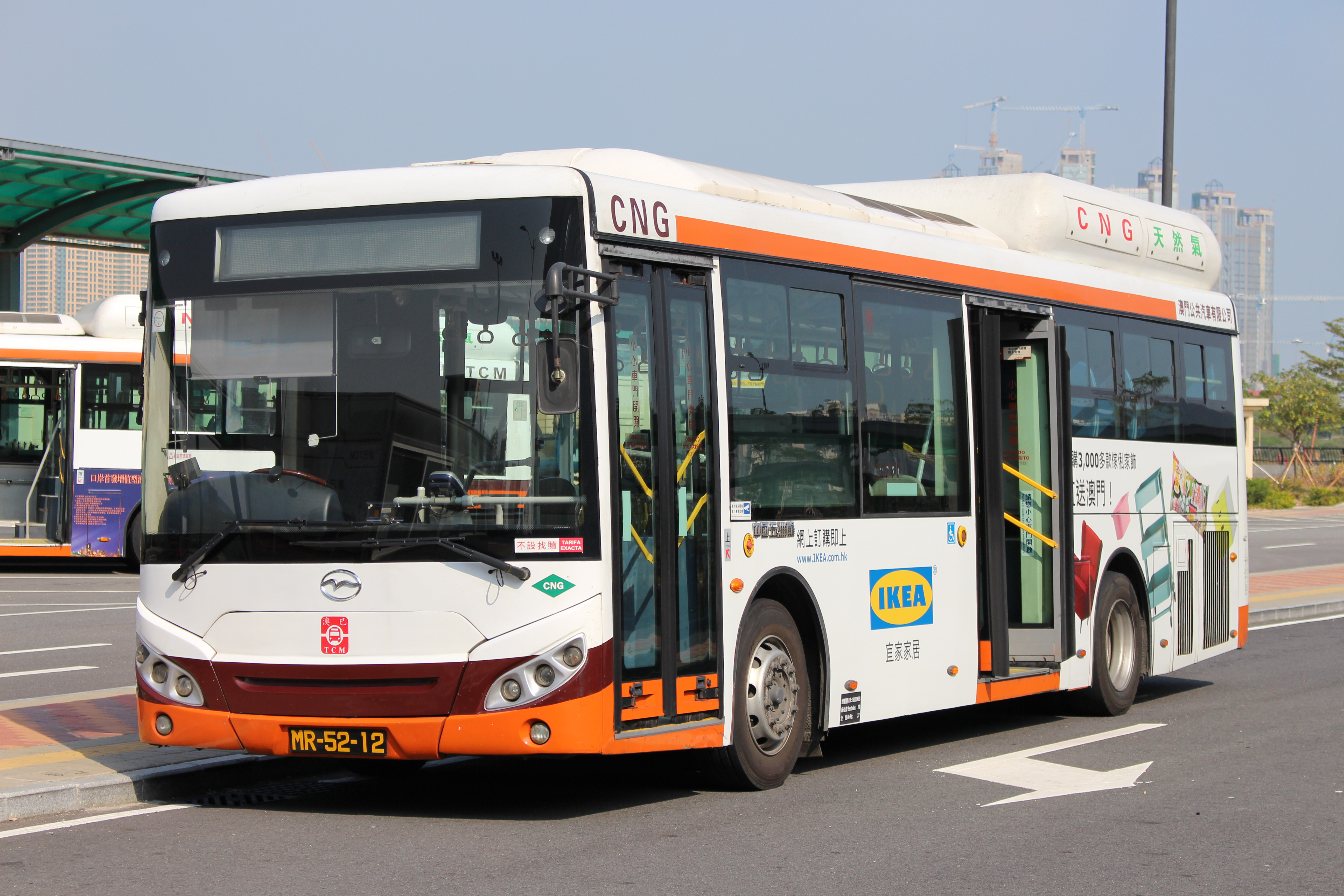
五洲龍FDG6101CNG

### 73路線時期

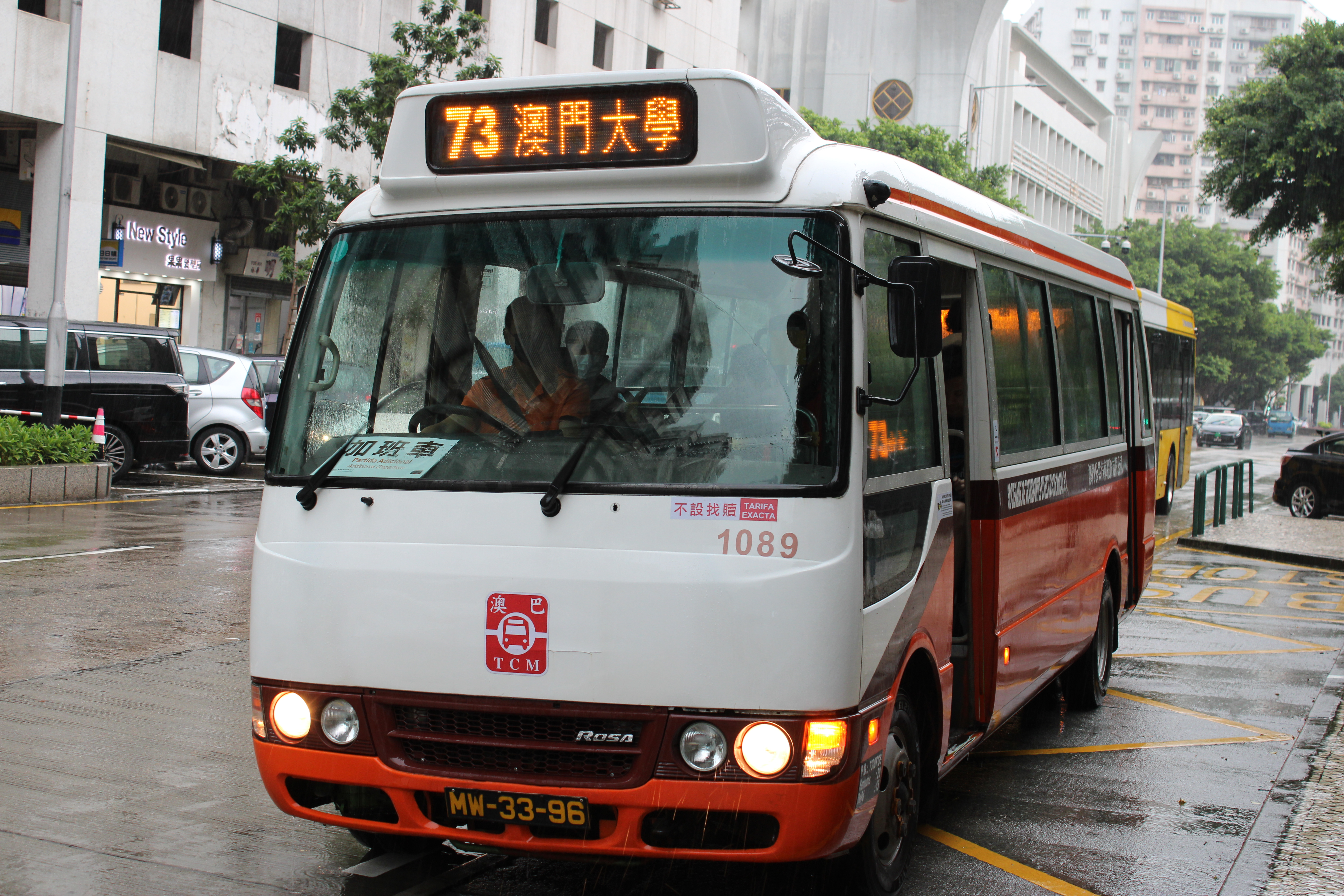
三菱Rosa
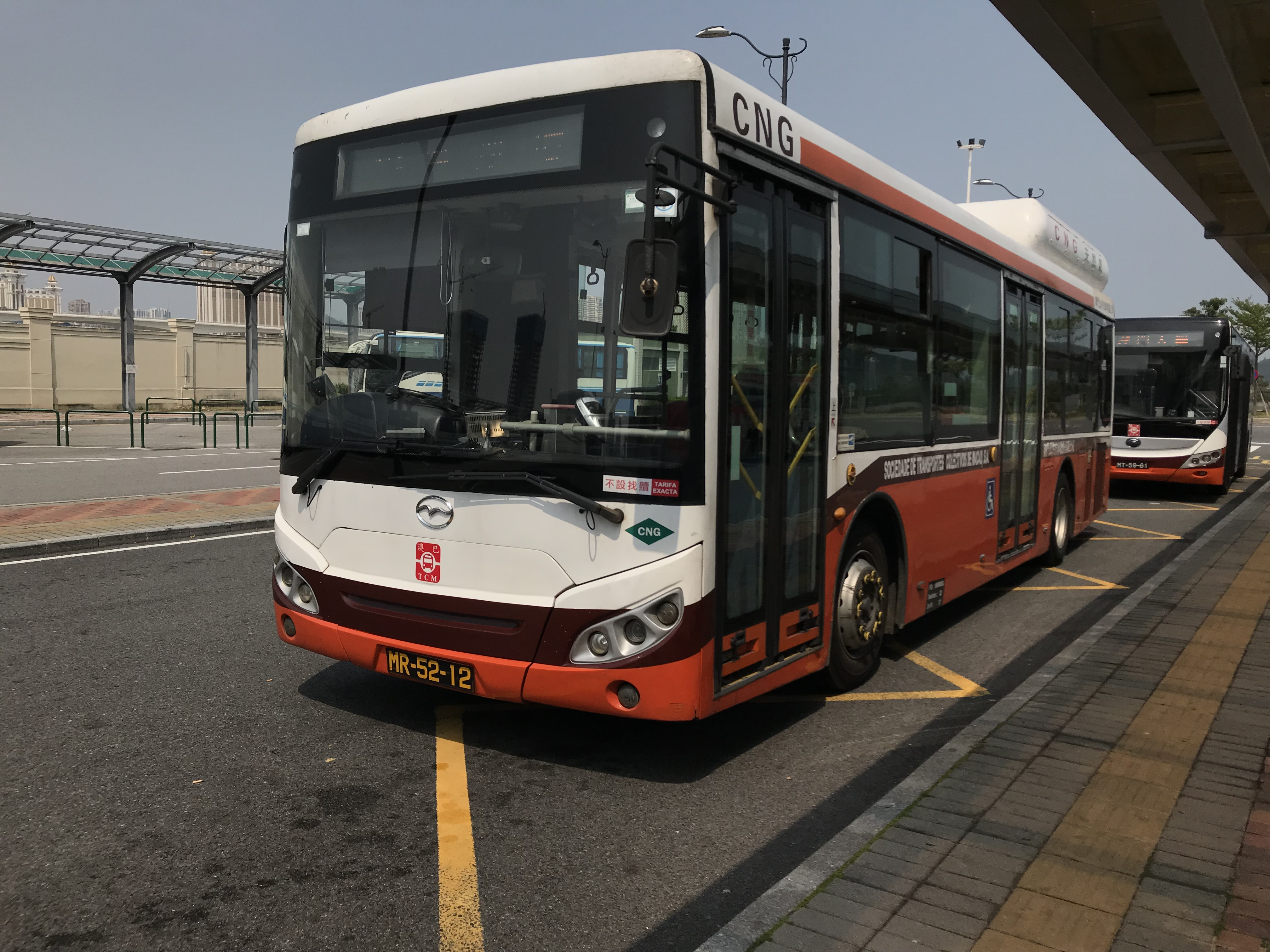
五洲龍FDG6101CNG
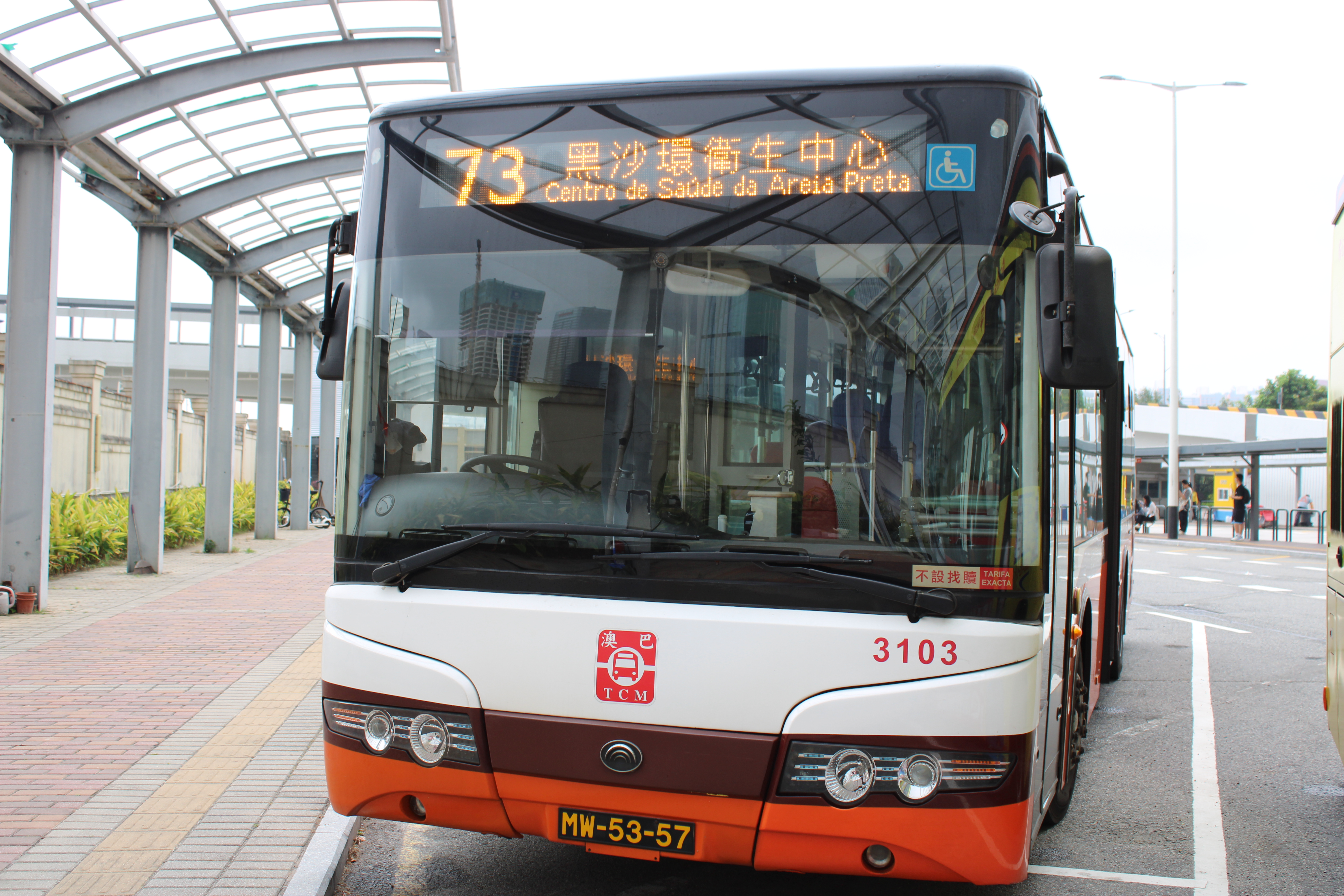
宇通ZK6115HG1
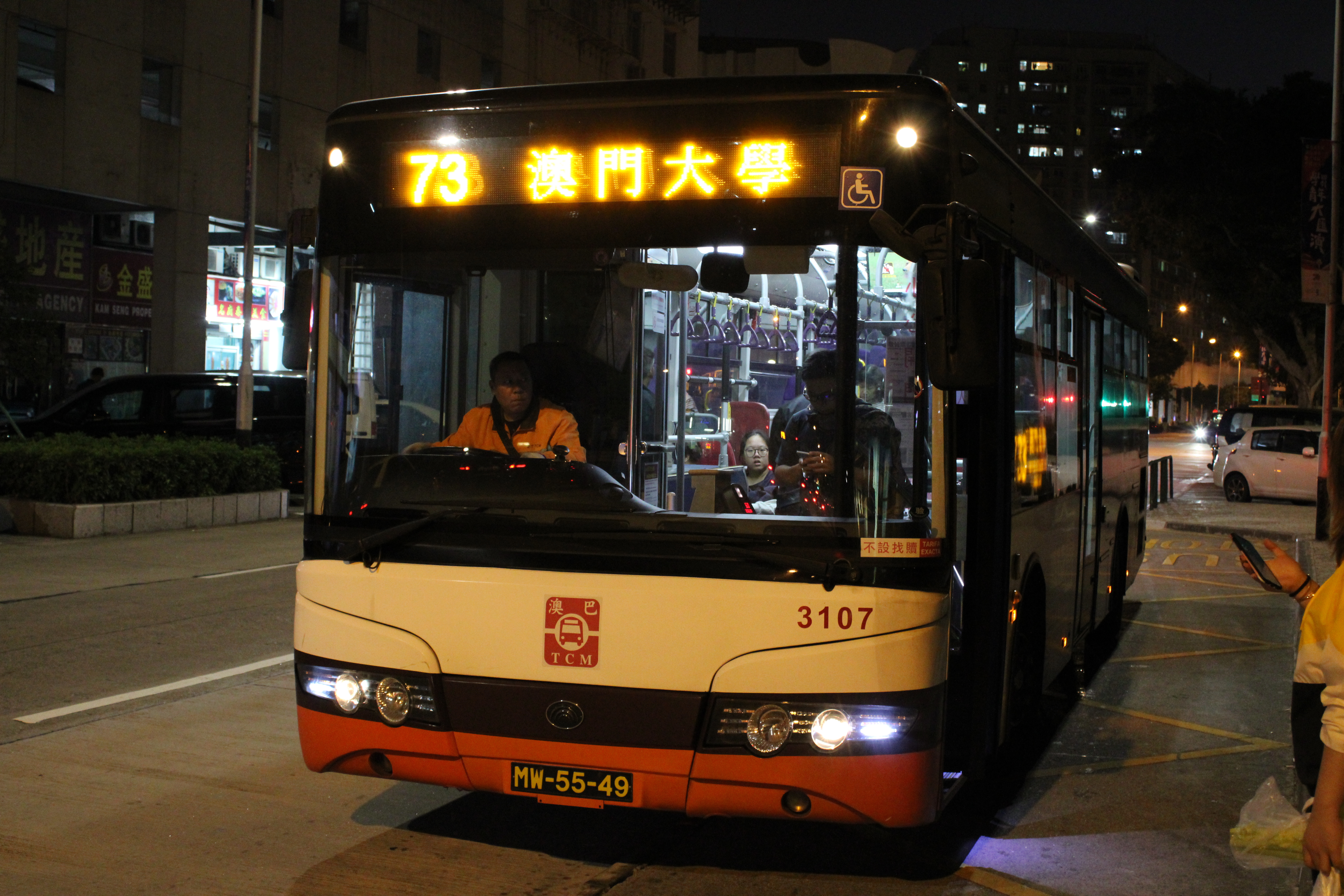
宇通ZK6115HG1
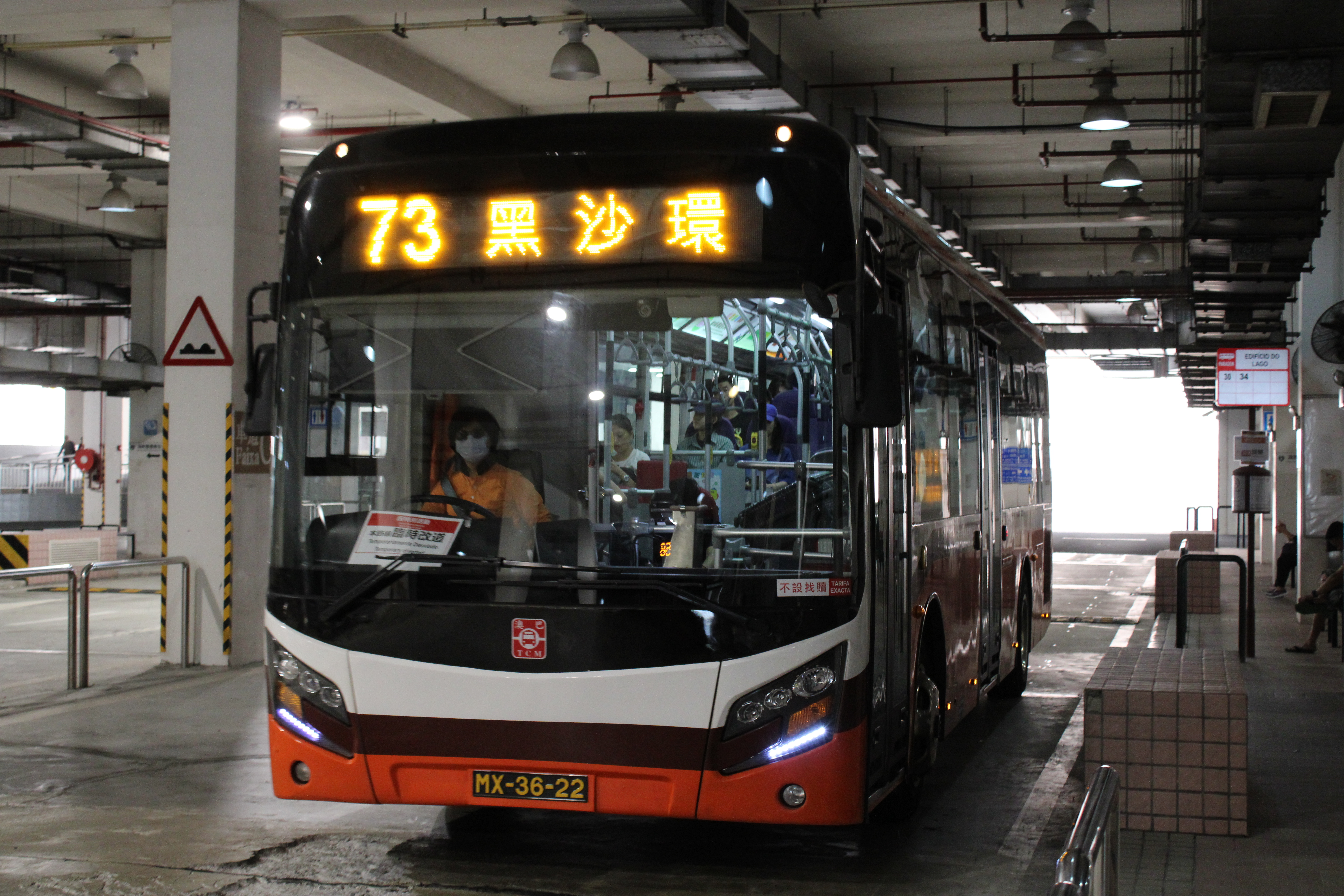
廈門金旅XML6105J15
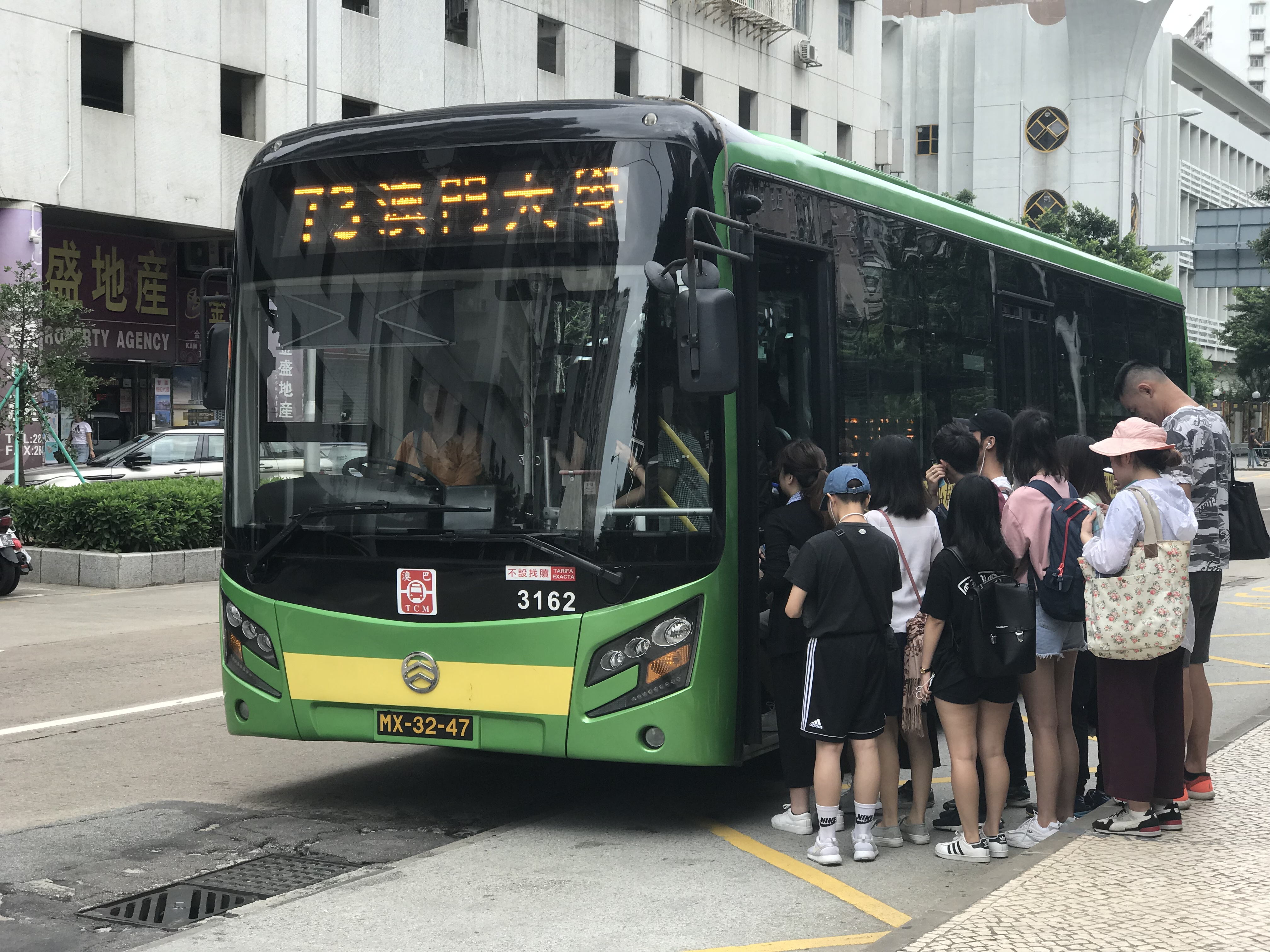
廈門金旅XML6105J15
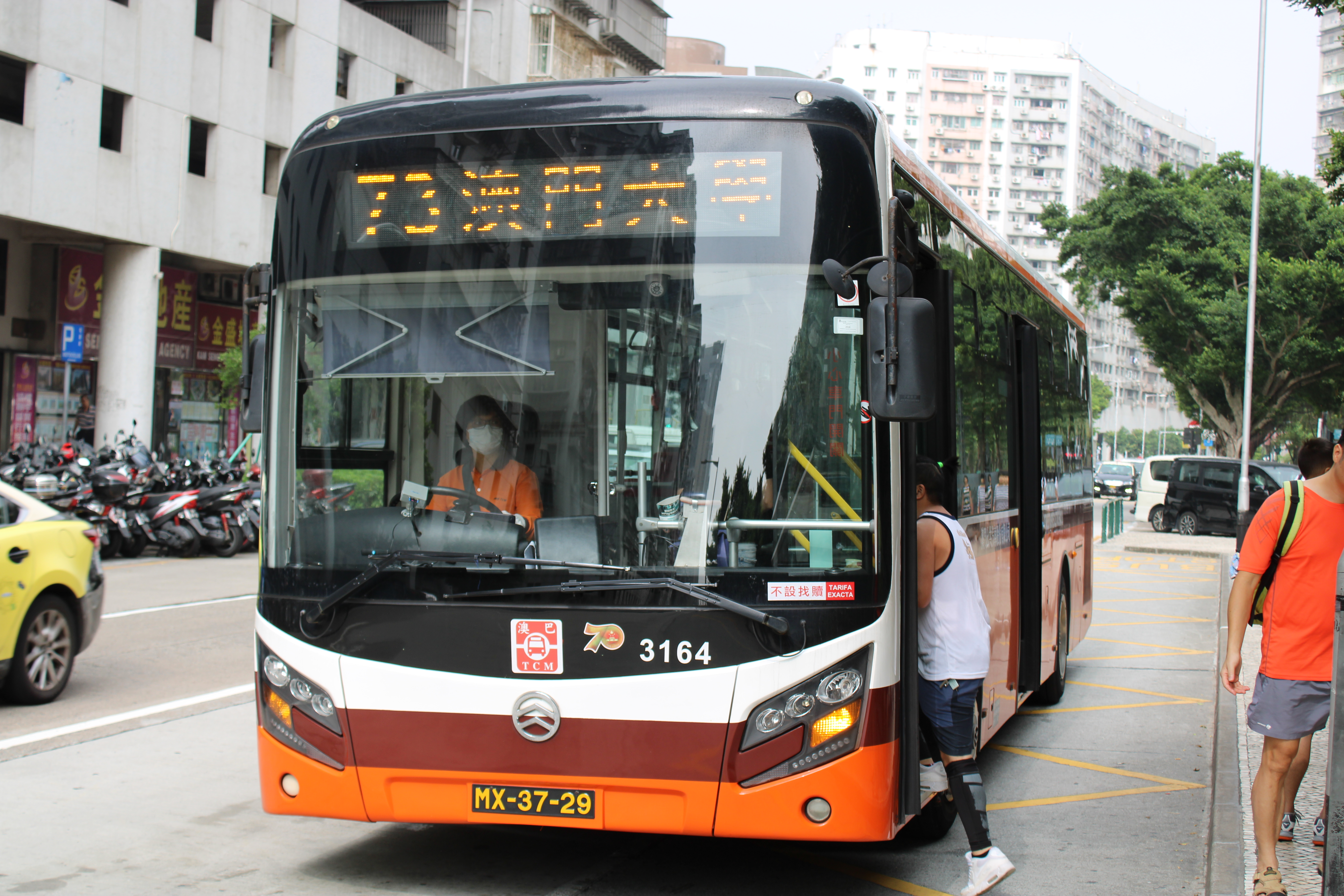
廈門金旅XML6105J15
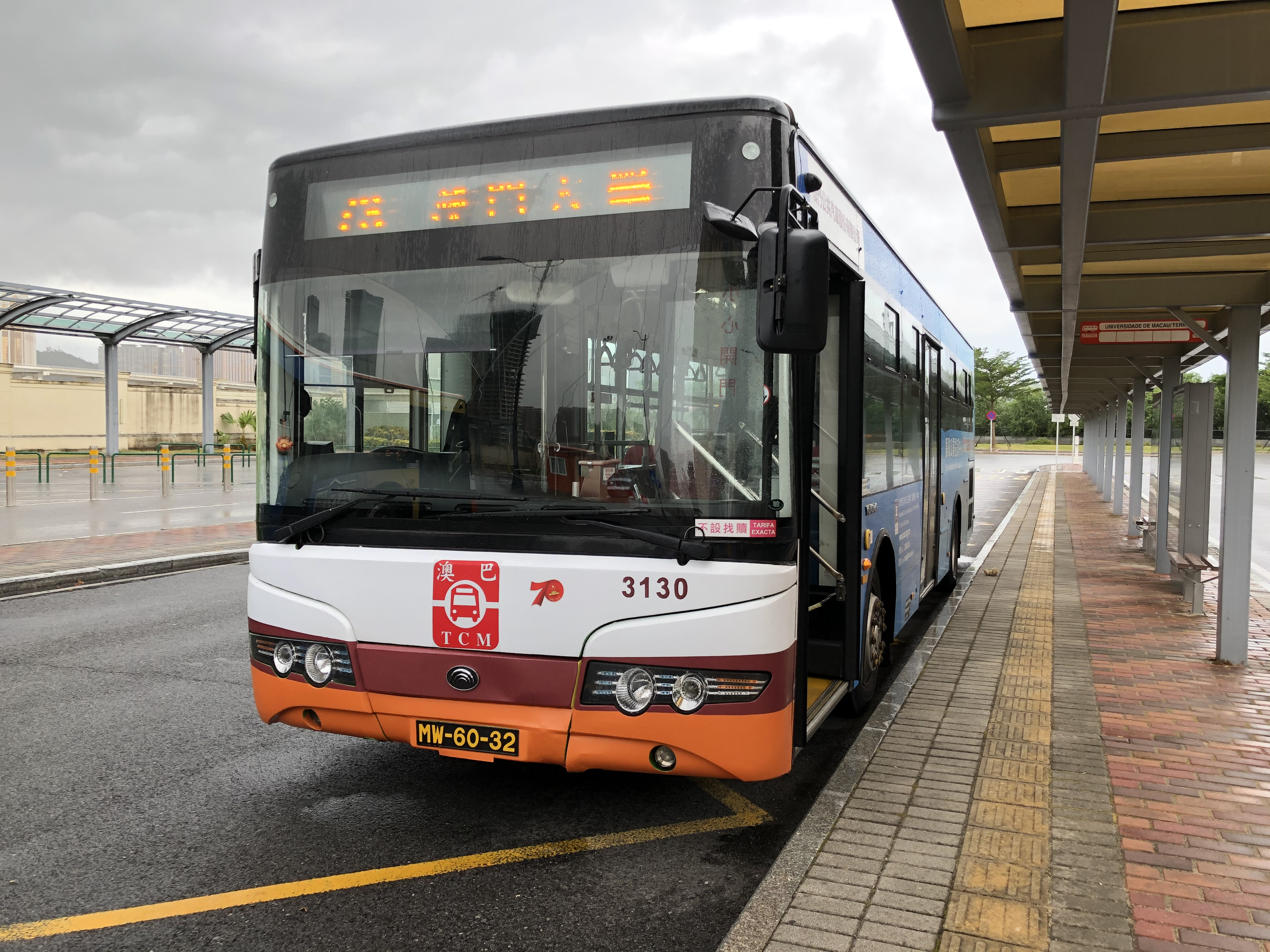
宇通ZK6115HG1
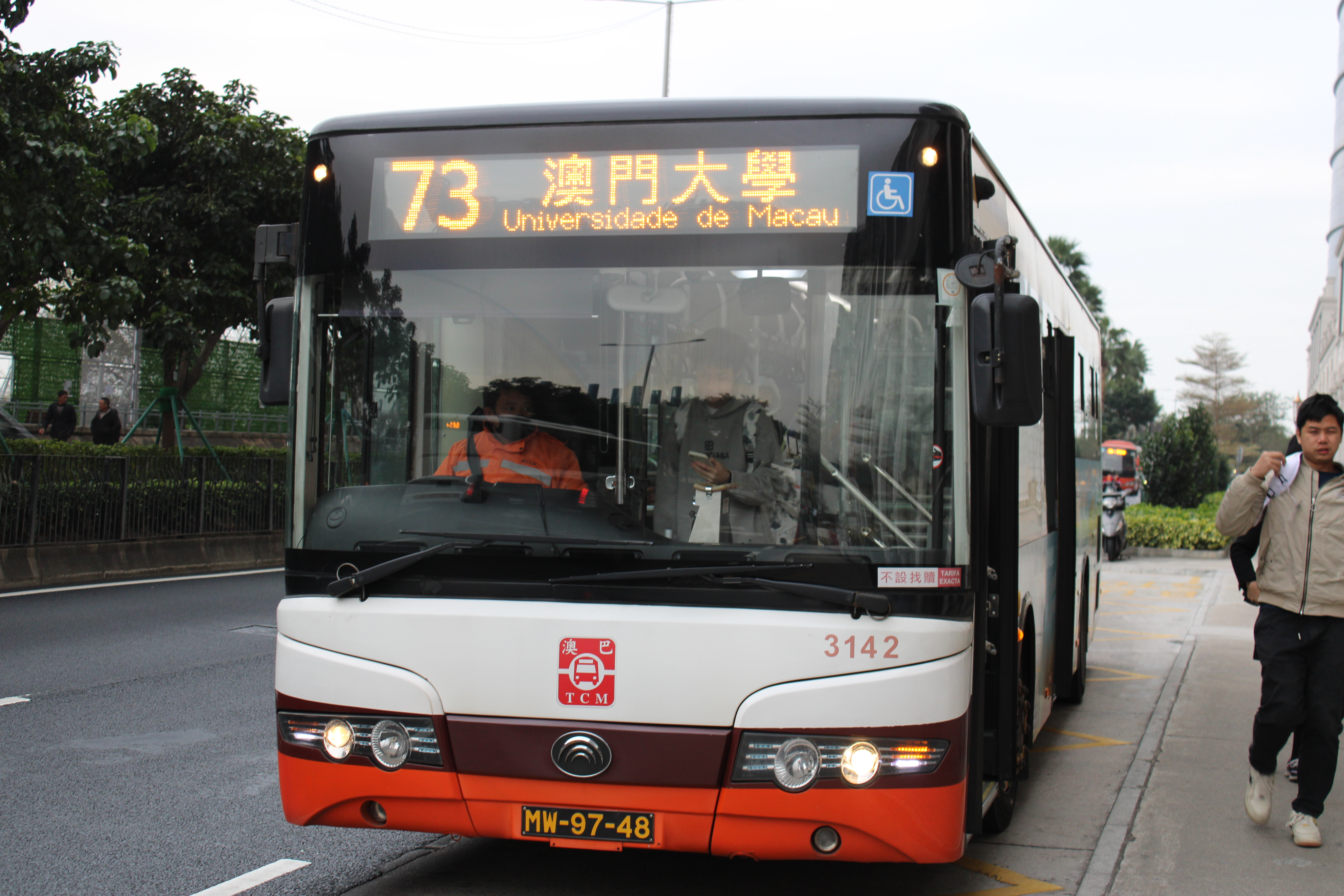
宇通ZK6105HG
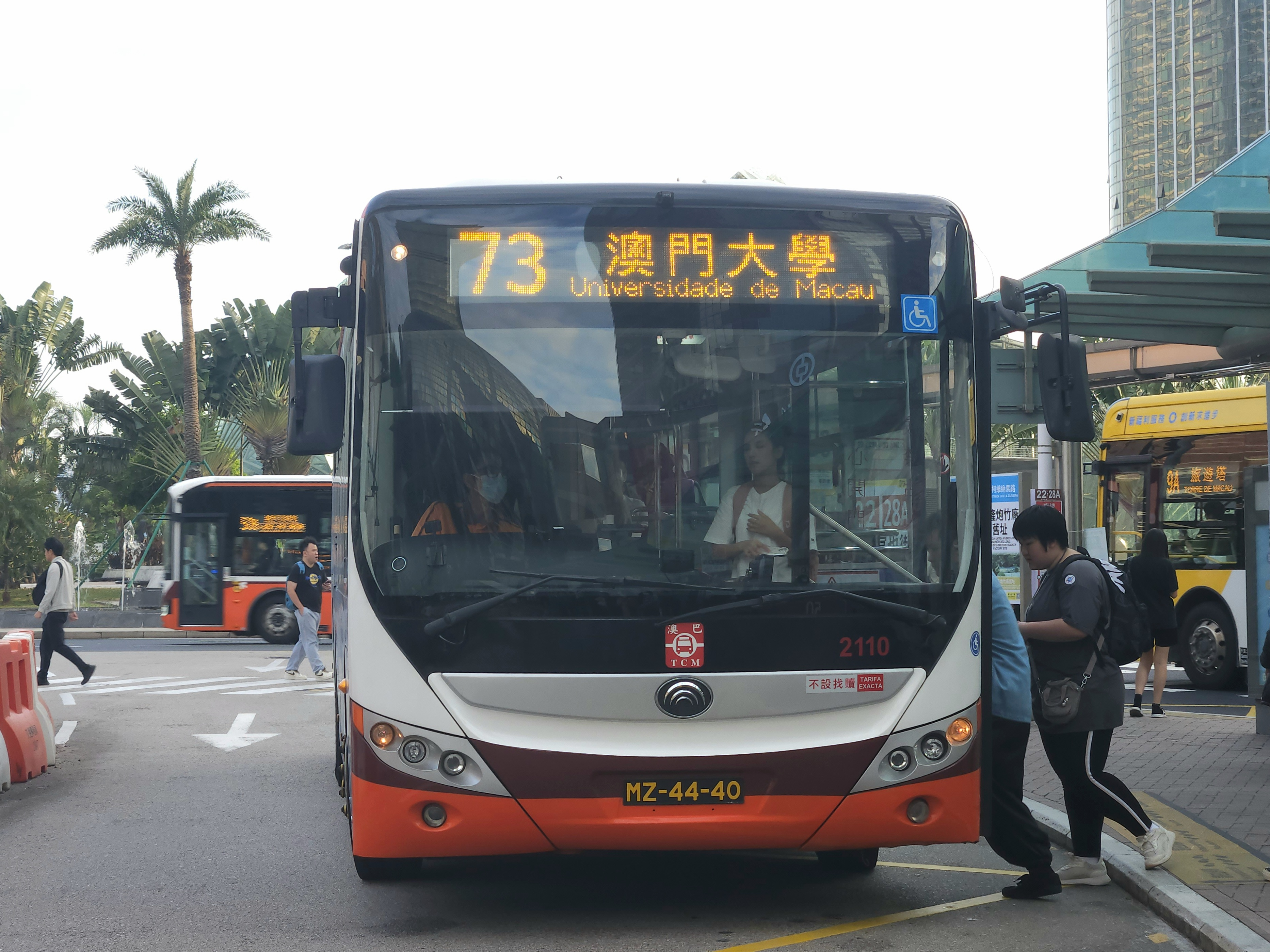
宇通ZK6986HG
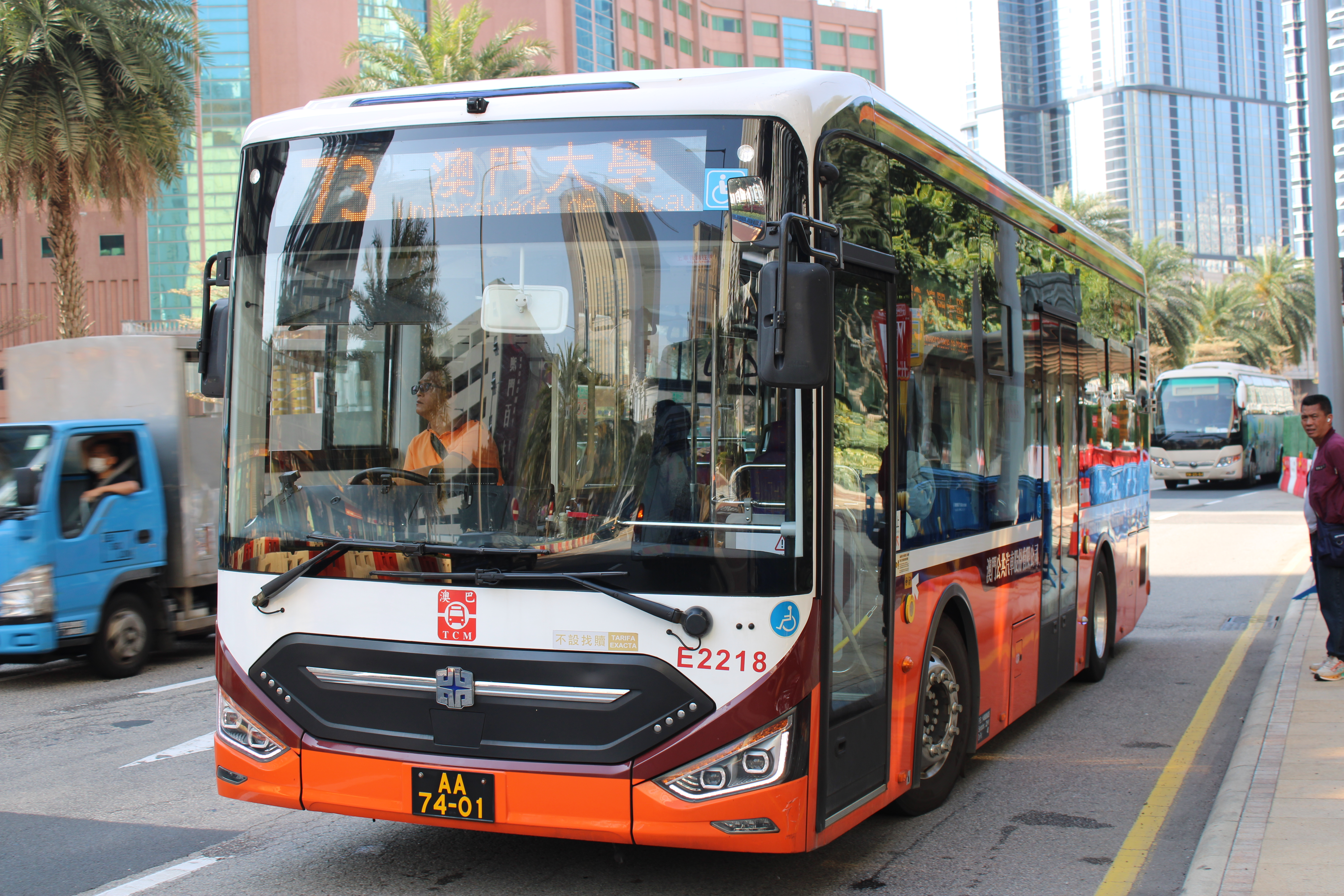
中通LCK6980SHEVG
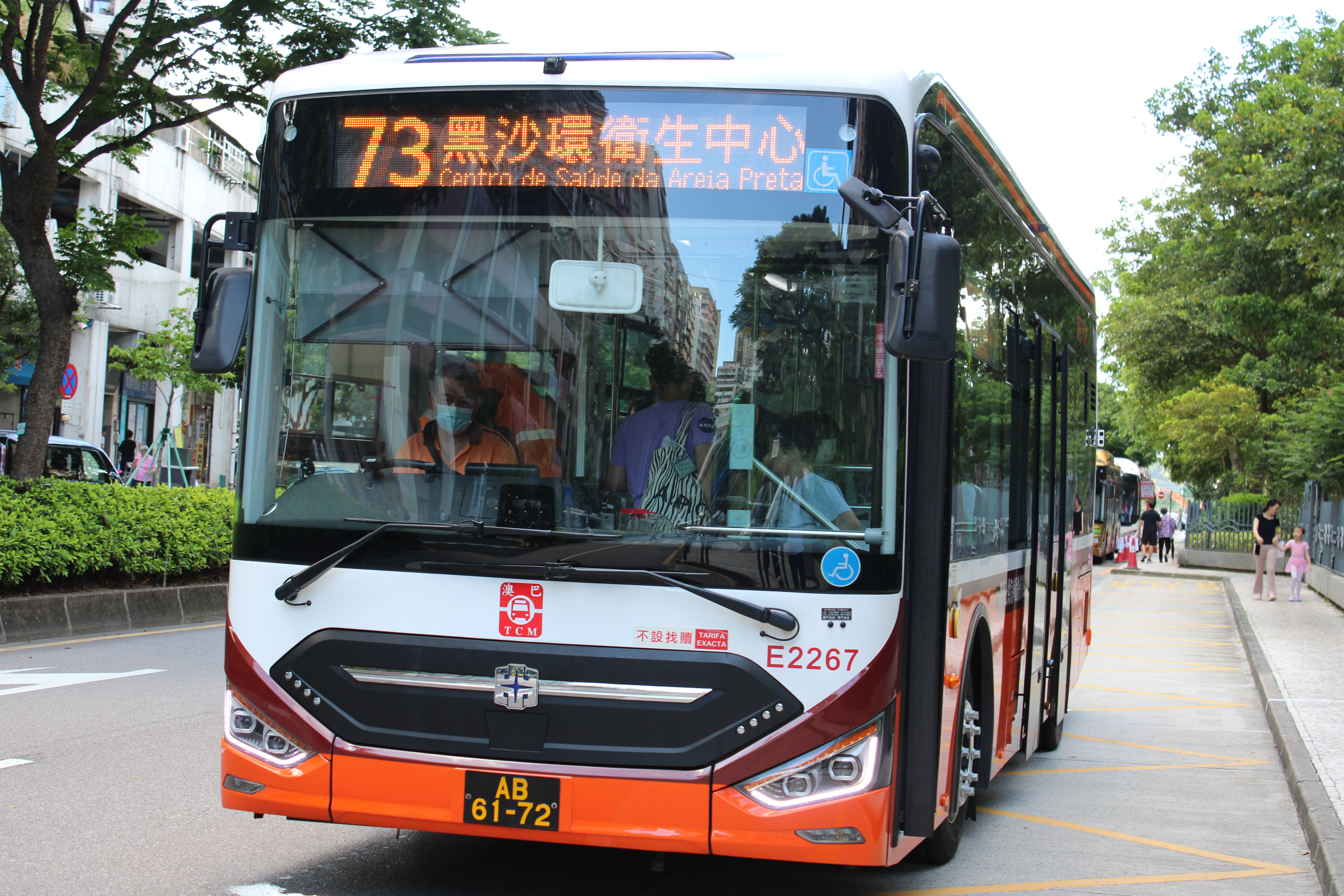
中通LCK6980SHEVG
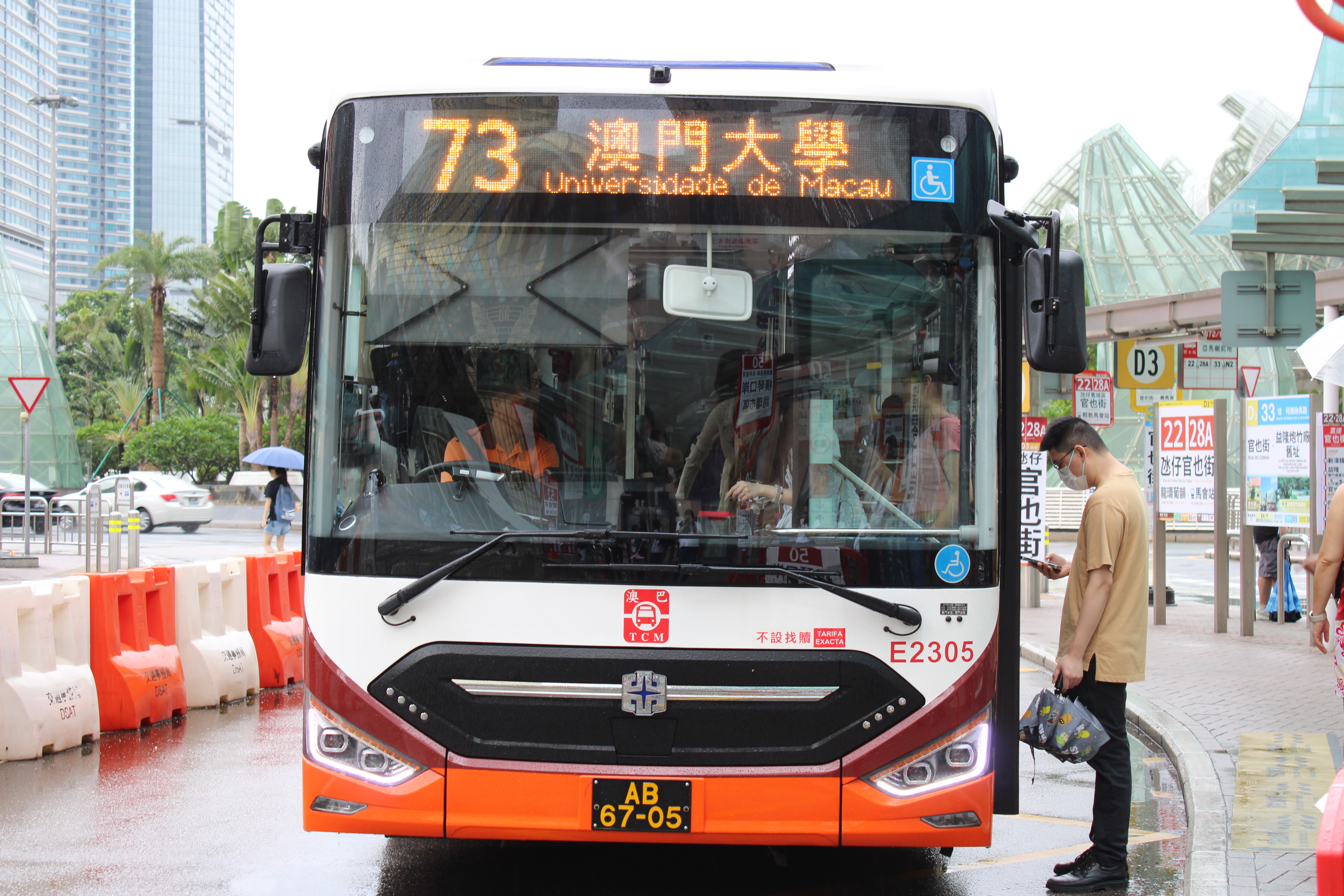
中通LCK6980SHEVG

## 外部連結
- （繁體中文）澳門公共汽車有限公司（官方網站） （页面存档备份，存于）